# Тельциду, Элисавет
Элисавет Тельциду (греч. Ελισάβετ Τελτσίδου,; род. 8 ноября 1995, Афины) — греческая дзюдоистка, выступающая в весовой категории до 70 кг. Двкратный серебряный призёр чемпионатов Европы 2024 и 2025 годов. Участница летних Олимпийских игр 2020 и 2024 годов.

## Биография
Лара Цветко родилась 1 сентября 2001 года.

## Карьера
В 2019 году в Ташкенте и в Анталье Элисавет побеждала на турнирах серии Гра-при в весовой категории до 70 кг.
В 2021 году приняла участие в летних Олимпийских играх в Токио. В весовой категории до 70 кг гречанка в четвертьфинале уступила россиянке Мадине Таймазовой, а в утешительном поединке проиграла немке Джованне Скоччимарро.
В 2022 году одержала победу на турнире серии Большого шлема в Абу-Даби. В 2023 году выиграла на трёх аналогичных соревнованиях в Тбилиси, Астане и Баку.
В апреле 2024 года, в Загребе на чемпионате Европы в категории до 70 кг и завоевала серебряную медаль. В финальной схватке проиграла хорватке Барбаре Матич.
Летом 2024 года приняла участие в Олимпийских играх в Париже. В весовой категории до 70 кг уступила в первом же поединке бельгийке Габриэлле Виллемс.
В апреле 2025 года на чемпионате Европы в Подгорице в весовой категории до 70 кг завоевала серебряную медаль. В финальной схватке уступила сопернице из Венгрии Софи Озбаш.